# George Keppel, 3. Earl of Albemarle
George Keppel, 3. Earl of Albemarle KG PC (* 5. April 1724; † 13. Oktober 1772) war ein britischer Offizier und Politiker.

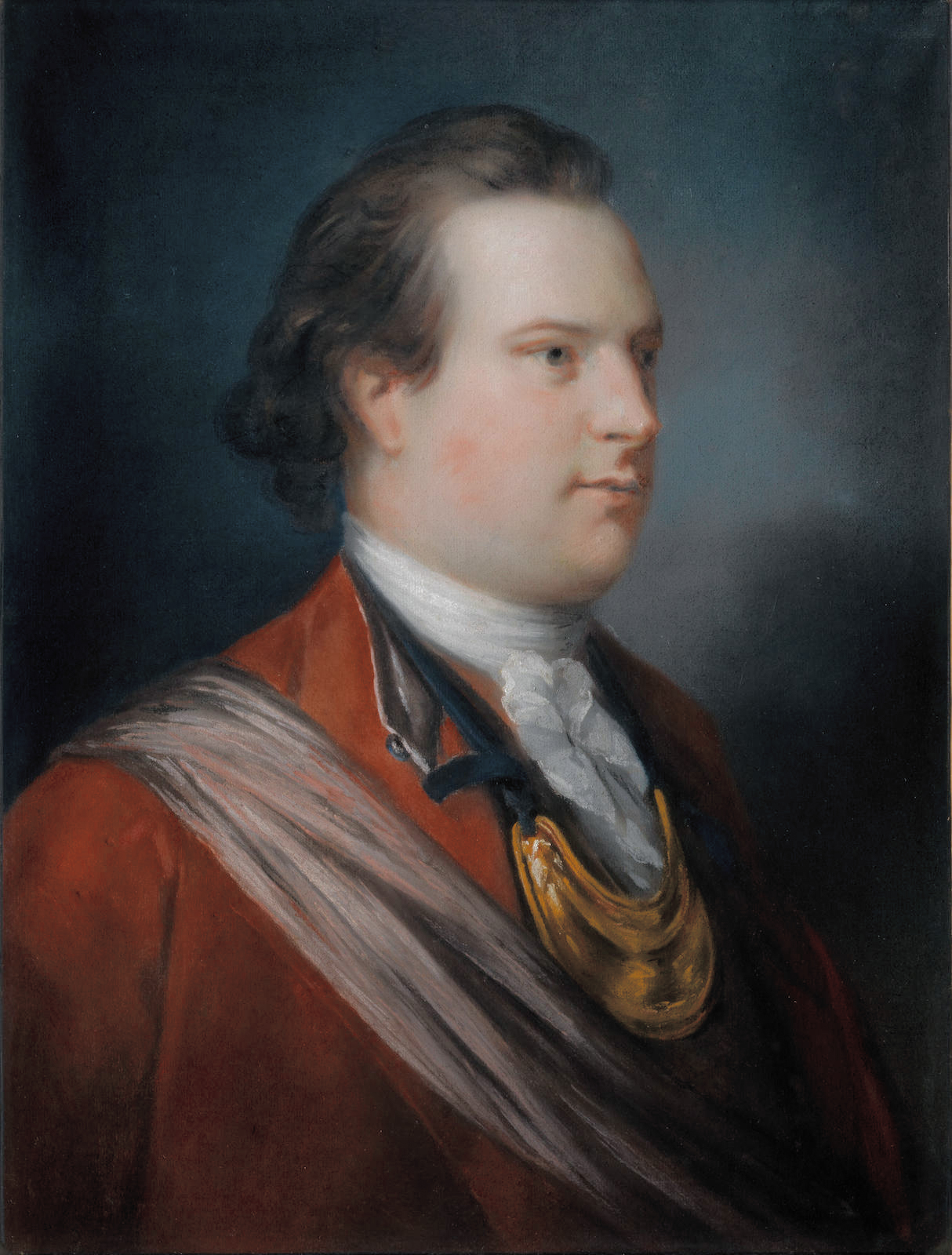
George Keppel, 3. Earl of Albemarle

## Leben
Er stammte aus der ursprünglich niederländischen Familie van Keppel und war der älteste Sohn von Willem van Keppel, 2. Earl of Albemarle (1702–1754) und dessen Ehefrau Lady Anne Lennox (1703–1789), Tochter des Charles Lennox, 1. Duke of Richmond. Als Heir apparent seines Vaters führte er zu dessen Lebzeiten den Höflichkeitstitel Viscount Bury.
Keppel wurde zwischen 1732 und 1740 an der Westminster School erzogen. Wie sein Vater schlug er eine militärische Laufbahn ein. Er verfügte seit der Schule über freundschaftliche Beziehungen zu William Augustus, Duke of Cumberland. Diese Beziehung zum Sohn Georgs II. und familiäre Verbindungen, erleichterten seine Karriere. Er trat 1738 als Ensign in die Coldstream Guards ein, wo auch sein Vater bereits gedient hatte. 1745 wurde er Aide-de-camp Cumberlands und in den Rang eines Lieutenant-Colonel befördert. Er kämpfte 1745 in der Schlacht bei Fontenoy im Österreichischen Erbfolgekrieg und 1746 bei der Niederschlagung des Jakobitenaufstandes in der Schlacht bei Culloden. Im Anschluss an letztere überbrachte die Nachricht vom Sieg an Georg II nach London. Beim Duke of Cumberland bekleidete er seit 1746 das Hofamt eines Lord of the Bedchamber.
Vor allem dank des Einflusses seines Onkels Charles Lennox, 2. Duke of Richmond, wurde er 1746 für das Borough Chichester ins britische House of Commons gewählt. Allerdings zeigte er in der Folge wenig Interesse an der Parlamentsarbeit. Beim Tod seines Vaters erbte er 1754 dessen Adelstitel als 3. Earl of Albemarle, 3. Viscount Bury und 3. Baron Ashford, wodurch er einen Sitz im House of Lords erhielt und aus dem House of Commons ausschied. Als Abgeordneter für Chichester folgte ihm 1755 sein Bruder Augustus Keppel.
1749 wurde er in den Rang eines Colonel befördert und wurde Kommandeur des 20th Regiment of Foot. 1755 wechselte er als Colonel und Kommandeur zum 3rd (King’s Own) Regiment of Dragoons. Im Jahr 1756 wurde Keppel Major-General und 1759 Lieutenant-General. 1761 wurde er ins Privy Council aufgenommen und zum Gouverneur von Jersey ernannt. Den Posten behielt er bis zu seinem Tod.
Er wurde für seine auf die Nähe zum Hof und nicht auf Leistung basierende Karriere etwa von James Wolfe oder Horace Walpole kritisiert. Während des Siebenjährigen Krieges schlug er mehrere Kommandos zunächst aus. Stattdessen übernahm er 1762 das Oberkommando über die Landstreitkräfte beim Angriff auf Havanna. Sein Bruder Augustus Keppel war stellvertretender Kommandeur über die Flotte. An dem Vorhaben nahm auch ein weiterer Bruder teil, der Generalmajor William Keppel. George gelang es sein Truppen am 7. Juni 1762 erfolgreich auf Kuba zu landen. Im August des Jahres kapitulierte die Stadt. Durch Seuchen starben während der Belagerung tausende britischer Soldaten. In Großbritannien löste der Sieg große Begeisterung aus.
Albermale wurde Gouverneur der Insel. Sein Handeln nach der Niederlage der Spanier hat wenig zur Beruhigung der Lage beigetragen. Er ließ den Bischof deportieren, weil dieser nicht mit den Besatzern zusammenarbeiten wollte. Kaufleute beschwerten sich über ungerechte Steuern. Für Albermale selbst war der Sieg lukrativ. Er erhielt 122.000 Pfund an Prisengeldern und ähnlichen Einkommen. Als Dank für den Sieg ernannte ihn Georg III. 1765 zum Knight Companion des Hosenbandordens.
Nach seiner Rückkehr kaufte er das Anwesen Quidenham Hall in Quidenham, Norfolk, das er fortan als Familiensitz nutzte, und beteiligte er sich stärker als zuvor an der politischen Auseinandersetzung. Als Gefolgsmann von Cumberland unterstützte er die erste Regierung von Charles Watson-Wentworth, 2. Marquess of Rockingham im Jahr 1765. Nach dem Tod Cumberlands im selben Jahr war Keppel dessen Nachlassverwalter. Politisch ging er 1766 zu den innerparteilichen Gegnern Rockinghams über. Er galt zeitweise als einer ihrer Anführer. Seine Gesundheit hatte in Kuba schwer gelitten und nach seiner Rückkehr wurde seine politische Tätigkeit immer wieder durch Rückfälle unterbrochen.
Erst 1770 heiratete er Anne Miller († 1824), eine Tochter von Sir John Miller, 4. Baronet. Mit dieser hatte er einen Sohn und Erben William Charles Keppel. Er hatte außerdem Kinder mit einer Mätresse. Im Mai 1772 noch zum General befördert, bevor er im Oktober 1772 an einer Darmentzündung starb und wurde in Quidenham begraben wurde.